# Rafael Pujós i Gasset
Rafael Pujós i Gasset (Cardedeu, 22 de març del 1930) va ser alcalde de Santa Maria de Palautordera del 1965 al 1976. Va arribar a Santa Maria de Palautordera amb només 11 anys. Treballà cinquanta anys en l'empresa local "Tintes y Aprestos Guiñau" fins que es jubilà, com a director, el 1995.
Fou nomenat alcalde de la població el 30 de juliol de 1965, després d'un període transitori posterior a la dimissió del seu predecessor, Esteve Isern. Portà la vara d'alcalde fins al 25 de gener del 1976, quan es restablia la democràcia al país. El seu govern estigué marcat per gran nombre de realitzacions, com la inauguració del camp de futbol (1975), la construcció del pavelló municipal d'esports i l'escola d'educació primària "Mare de Déu del Remei", la urbanització de carrers i places: la de l'Ajuntament, la de l'entrada del poble i les places del Doctor Fleming i de Francesc Rossell. També es posà l'enllumenat públic al poble i s'obrí l'avinguda del Montseny fins al poble de Sant Esteve de Palautordera.
El 2002 va rebre el guardó municipal "Vitamènia" per la seva actuació com a president de l'"Esplai" (casal de gent gran).